# NGC 868
NGC 868 è una vasta galassia lenticolare situata nella costellazione della Balena, a una distanza di circa 374 milioni di anni luce dalla nostra Via Lattea.

## Scoperta
La galassia è stata scoperta il 3 ottobre 1886 dall'astronomo statunitense Lewis Swift.

## Descrizione
Data la sua luminosità superficiale pari a 14,18, NGC 868 può essere classificata come una galassia a bassa luminosità superficiale (nella letteratura in lingua inglese abbreviata in LSB, acronimo di Low Surface Brightness). Le galassie LSB sono galassie di tipo diffuso (D) con una luminosità superficiale inferiore di almeno una magnitudine a quella del cielo notturno circostante.